# Wikstroemia bicornuta
Wikstroemia bicornuta är en tibastväxtart som beskrevs av Wilhelm B. Hillebrand.
Wikstroemia bicornuta ingår i släktet Wikstroemia och familjen tibastväxter. IUCN kategoriserar arten globalt som starkt hotad. Inga underarter finns listade i Catalogue of Life.